# Пелагический организм

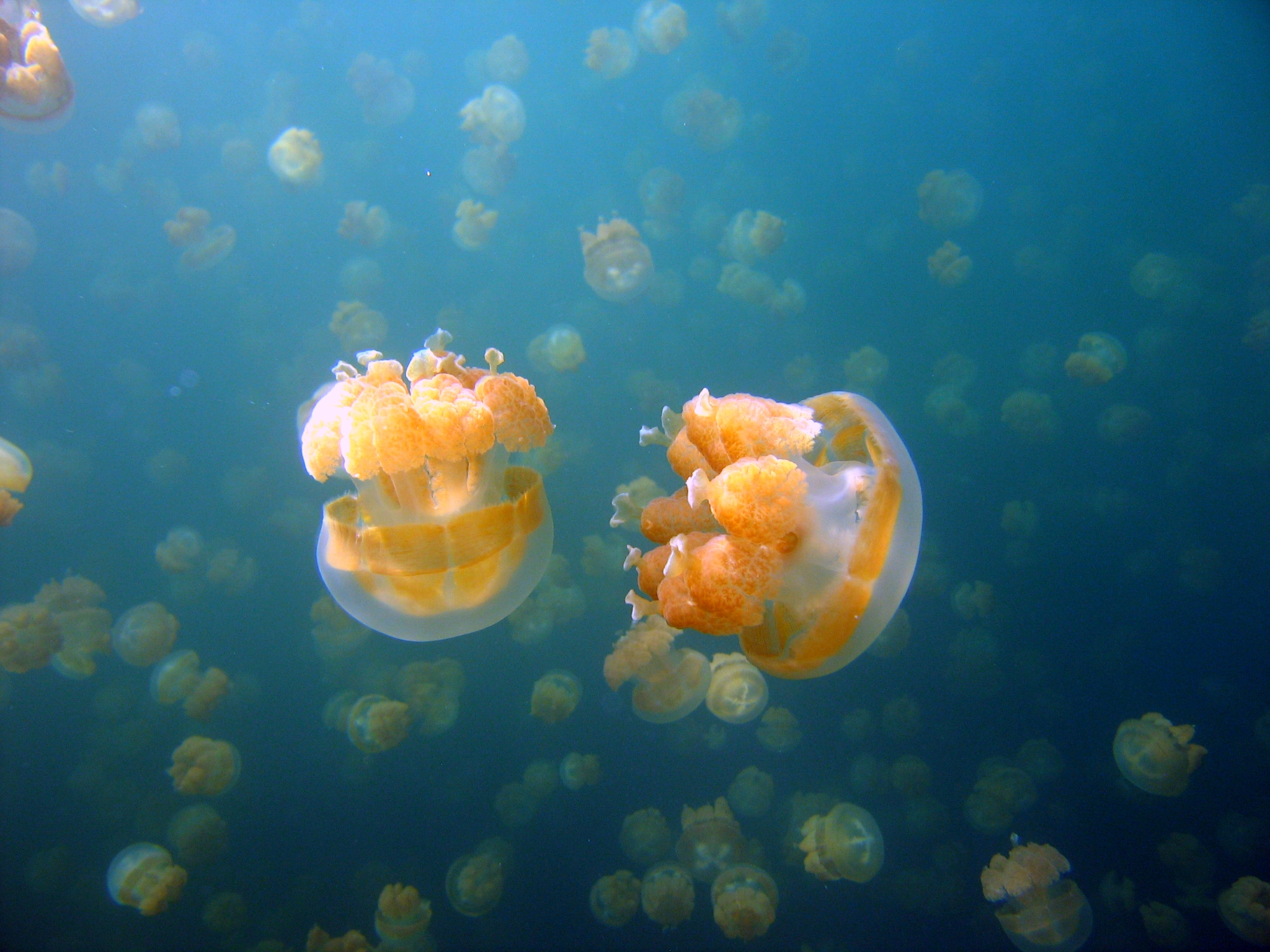
Медузы держатся в толще воды благодаря студенистым тканям.

Пелагические организмы — растения или животные, обитающие в пелагиали, то есть в толще или на поверхности воды.

## Разновидности

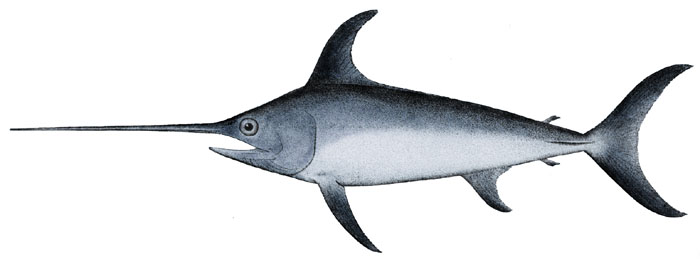
Рыба-меч является типичной пелагиальной рыбой.

- Пассивно плавающие на поверхности воды (плейстон).
- Пассивно плавающие в толще воды (планктон).
- Активно плавающие (нектон).

## Различие по времени нахождения в пелагиали
- Голопелагические — обитают в пелагиали в течение всей жизни.
- Меропелагические — связаны с пелагиалью временно (планктонные личинки и взрослые особи донных животных).

## Приспособления к жизни в пелагиали
- Газовые пузырьки водорослей.
- Газовые камеры сифонофор.
- Плавательный пузырь рыб.

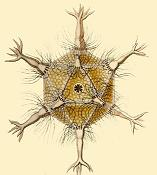
Радиолярии держатся в толще воды благодаря выростам скелета и псевдоподиям.

- Насыщенность водой и студенистость тканей кишечнополостных (медузы), оболочников, моллюсков.
- Обилие жира в клетках и тканях (рыбы, китообразные).
- Увеличение поверхности тела отростками (панцири радиолярий, придатки личинок ракообразных).

## Растительные пелагические организмы (фитопланктон)
Обеспечивают пищей (непосредственно или через пищевые цепи) водных животных.

## Скелетыотмирающих пелагических организмов
Образуют океанические донные осадки (диатомовые, радиоляриевые, фораминиферовые и птероподовые илы).